# Bielzia coerulans
Bielzia coerulans is een slakkensoort uit de familie van de Limacidae. De wetenschappelijke naam van de soort is voor het eerst geldig gepubliceerd in 1851 door M. Bielz.